# 馬特伊·西比斯
馬特伊·西比斯（1990年1月3日—）是一位捷克足球運動員。在場上的位置是後衛。他現在效力於捷克足球甲級聯賽球隊伊赫拉瓦足球俱樂部。他也代表捷克U21國家足球隊參賽。